# Terralonus mylothrus
Terralonus mylothrus är en spindelart som först beskrevs av Chamberlin 1925.  Terralonus mylothrus ingår i släktet Terralonus och familjen hoppspindlar. Inga underarter finns listade i Catalogue of Life.